# Hyporthodus ergastularius
Hyporthodus ergastularius là một loài cá biển thuộc chi Hyporthodus trong họ Cá mú. Loài này được mô tả lần đầu tiên vào năm 1930.

## Phân bố và môi trường sống
H. ergastularius có phạm vi phân bố giới hạn ở Tây Nam Thái Bình Dương. Đây là một loài đặc hữu của vùng biển phía đông Úc, được tìm thấy từ đảo Lady Musgrave, phía nam Queensland trải dài về phía nam đến New South Wales. Những ghi nhận về sự có mặt của chúng ở các địa điểm khác có thể nhiều khả năng là do nhầm lẫn với loài Hyporthodus octofasciatus. H. ergastularius sống xung quanh các rạn san hô ở độ sâu khoảng từ 15 đến 370 m.
H. ergastularius bị đánh bắt quá mức ở hầu hết phạm vi phân bố của loài này. Số lượng của loài này đã giảm 69% và 80% trong khoảng trong khoảng thời gian 8 và 15 năm trở lại đây. Vì lý do đó mà H. ergastularius được xếp vào Loài sắp bị đe dọa, nhưng gần như đáp ứng ngưỡng Loài cực kỳ nguy cấp.

## Mô tả
H. ergastularius trưởng thành có chiều dài tối đa là khoảng 157 cm và nặng 66 kg; tuy nhiên nhiều cá thể mà ngư dân bắt được có kích thước gần 180 cm và nặng hơn 100 kg. Cá thể sống thọ nhất được biết đến cho đến nay là 28 tuổi. Tuy nhiên, tuổi thọ thực tế của nó có thể sẽ cao hơn. Đầu và thân trên của cá trưởng thành có màu hồng xám hoặc nâu xám với các vây màu sẫm đen; có thể không có các dải màu đen. Cá con có màu nâu nhạt đến nâu sẫm với các sọc trắng dọc theo cơ thể. Cả cá lớn và cá con đều có vệt đen như ria mép ở phía trên hàm trên.
Số gai ở vây lưng: 11; Số tia vây mềm ở vây lưng: 14 - 15; Số gai ở vây hậu môn: 3; Số tia vây mềm ở vây hậu môn: 9 - 10.